# 2econd Skin
2econd Skin è il primo singolo estratto dall'album Sin/Pecado.
La traccia dà il titolo al secondo EP della band gothic metal portoghese Moonspell.
Nel secondo disco sono presenti degli estratti dal vivo, registrate durante il "Perverse religious tour" del 1997.

## Tracce

### CD 1
1. 2econd skin – 4:54
2. Erotik Alkemy (Per-version) – 5:56
3. Sacred – 5:14 – cover dei Depeche Mode
4. 2econd skin (video edit) – 3:59

### CD 2
1. Opium (Live) – 3:58
2. Awake (Live) – 3:13
3. Herr Spiegelmann (Live) – 4:55
4. ...Of Dream and Drama (Midnight Ride) (Live) – 3:59
5. Ruin & Misery (Live) – 4:16
6. Mephisto (Live) – 4:49
7. Alma Mater (Live) – 7:25

## Formazione
- Fernando Ribeiro – voce
- Mike Gaspar (Miguel Gaspar) – batteria
- Ricardo Amorim – chitarra
- Pedro Paixão – tastiere
- Sérgio Crestana – basso